# Un client sérieux
Un client sérieux est une comédie en un acte de Georges Courteline représentée pour la première fois à Paris, au Théâtre du Carillon, un cabaret de Montmartre, le 24 août 1896.

## Personnages
- Me Barbemolle, l'avocat
- M. Lagoupille, le prévenu
- Le Président de l'audience
- Le substitut du Procureur
- M. Alfred, la partie civile
- L'Huissier audiencier
- Le 1er et le 2e assesseur

Costume de Barbemolle

## Résumé
Le substitut craint d'être révoqué car un certain Barbemolle, avocat au Barreau de Paris, qui voudrait prendre sa place. Dans la salle d'audience, Monsieur Lagoupille se présente pour être jugé des faits qui lui sont reprochés mais ce dernier n'a pas d'avocat... Par chance, le fameux Maître Barbemolle est présent dans la salle et va être désigné avocat de Lagoupille par l'huissier.

Le tribunal entre en séance. La première audience de la journée est reportée pour une quatrième fois à cause d'un absent, M. Tirmouche, qui ne peut être présent ce jour. La deuxième audience a, quant à elle, bien lieu et elle concerne justement le cas de M. Lagoupille. M. Alfred accuse ce dernier de se comporter « comme un cochon » dans son café du Pied qui remue. Le patron, excédé par le comportement de M. Lagoupille qui accapare tout autour de lui quand il se rend dans son café, a tenté de l'en expulser par la force. Celui-ci lui a mis un coup de poing dans l’œil. Maître Barbemolle défend son client en employant toute sorte d'arguments ...